# Brunon Synak
Brunon Synak (ur. 23 października 1943 w Podjazach, zm. 18 grudnia 2013 w Gdańsku) – polski socjolog, nauczyciel akademicki, działacz samorządowy, profesor nauk humanistycznych, prezes Zrzeszenia Kaszubsko-Pomorskiego (1998–2004).

## Życiorys

### Dzieciństwo i edukacja
Brunon Synak urodził się 23 października 1943 w Podjazach w gminie Sulęczyno. Jego ojciec Ambroży Synak był kierownikiem miejscowego młyna, natomiast matka Helena z domu Kotłowska zajmowała się gospodarstwem i wychowywaniem dzieci. Brunon Synak po zakończeniu nauki w szkole podstawowej w Podjazach został w 1957 przyjęty do Liceum Pedagogicznego w Kościerzynie, gdzie w 1962 zdał maturę. Następnie podjął pracę jako nauczyciel w szkole podstawowej w Borku Kamiennym. W 1963 podjął dalszą naukę w Studium Nauczycielskiego Wychowania Fizycznego w Gdańsku (przekształconym później w Akademię Wychowania Fizycznego i Sportu w Gdańsku). W okresie pobytu na SNWF rozpoczął studia z zakresu pedagogiki w Wyższej Szkole Pedagogicznej w Gdańsku, działał w Naukowym Kole Socjologicznym przy Katedrze Socjologii. Po uzyskaniu tytułu zawodowego magistra został w 1969 zatrudniony jako socjolog zakładowy w Gdyńskich Zakładach Radiowych „Radmor”. Po roku pracy w tym przedsiębiorstwie podjął studia doktorskie w Instytucie Socjologii Uniwersytetu Warszawskiego. Pod kierunkiem profesora Stefana Nowakowskiego napisał rozprawę doktorską obejmującą problematykę sytuacji życiowej i materialnej osób starszych na wsi. W 1973 przystąpił do obrony doktoratu.

### Działalność zawodowa
Po uzyskaniu stopnia doktora został zatrudniony w Zakładzie Socjologii Uniwersytetu Gdańskiego, którego kierownikiem był profesor Bolesław Maroszek. Wielokrotnie przebywał na Uniwersytecie w Turku, z którym jego uczelnia zawarła umowę o współpracy. W 1983 wziął udział w wyjeździe członków Naukowego Koła Socjologicznego na Uniwersytet w Tromsø. Poza tym współpracował i odbył staże naukowe na University of Aberdeen, University of Cambridge i Wolnym Uniwersytecie Berlina. Jednocześnie w 1983 otrzymał stopień doktora habilitowanego. W 1989 w rezultacie podziału Zakładu Socjologii został kierownikiem Zakładu Socjologii Ogólnej. Funkcję tę pełnił przez wiele lat. 27 grudnia 1993 otrzymał tytuł profesora nauk humanistycznych.
W latach 1988–1989 Brunon Synak przewodniczył gdańskiemu oddziałowi Polskiego Towarzystwa Socjologicznego. W pracy naukowej skupiał się głównie nad zagadnieniami związanymi z gerontologią społeczną, która dotyczyła m.in. sytuacji ludzi starszych w środowiskach wiejskich i wpływów procesów transformacji. Prowadził badania nad środowiskiem wiejskim na Pomorzu Gdańskim, które dotyczyły głównie zmian na obszarach wiejskich pod wpływem procesów migracji, urbanizacji, sytuacji starych rolników, konfliktów pokoleniowych, awansu społecznego młodych. W 1986 dołączył do zespołu badawczego (z udziałem Marka Latoszka i Olgierda Sochackiego), prowadzącego po raz pierwszy na tak szeroką skalę badania terenowe na Kaszubach pod roboczą nazwą „Etniczność jako czynnik strukturalny społeczności lokalnych”. Ich rezultat doprowadził do wydania w 1990 monografii socjologicznej Kaszubi. Za tę pracę przedstawiciele Klubu Studenckiego Pomorania w 1991 nagrodzili zespół badaczy Medalem Stolema.
Brunon Synak pełnił również funkcje administracyjne na UG, przez wiele lat zasiadał w kolegium rektorskim. W 1984 objął stanowisko prorektora ds. studenckich. Zrezygnował z niego wraz z innymi przedstawicielami władz uczelni w imię solidarności z rektorem Karolem Taylorem, który został odwołany po tym, jak wraz ze współpracownikami wziął udział w uroczystościach pogrzebowych śmiertelnie pobitego przez milicjantów studenta Marcina Antonowicza. Po raz kolejny Brunon Synak zasiadł w kolegium rektorskim w 1990, obejmując stanowisko prorektora ds. nauczania (później zmieniono nazwę tej funkcji na prorektor ds. kształcenia). Pod kierunkiem rektora Zbigniewa Grzonki przygotował program reformy dotychczasowego sposobu kształcenia na UG, który mimo jego przyjęcia, nie doczekał się jednak pełnej realizacji. Pozostał na stanowisku prorektora w następnej kadencji (jego kandydatura przeszła jednym głosem). W trakcie kampanii prezydenckiej w 1995, w związku z pytaniami dziennikarzy o prawdziwość deklaracji Aleksandra Kwaśniewskiego dotyczącej posiadania przez niego wyższego wykształcenia, wydał oświadczenie, że w świetle posiadanych przez uczelnię dokumentów polityk SLD nie ukończył studiów wyższych.
Brunon Synak był również wykładowcą w Wyższej Szkole Turystyki i Hotelarstwa w Gdańsku.

### Działalność w Zrzeszeniu Kaszubsko-Pomorskim
W 1985 został członkiem Zrzeszenia Kaszubsko-Pomorskiego. Wkrótce wybrano go do zarządu głównego tej organizacji. Odpowiadał w nim za współpracę i opiekę nad Klubem Studenckim „Pomorania”, określanym przez Lecha Bądkowskiego mianem „zrzeszeniowej podchorążówki”. 5 grudnia 1998 został wybrany przez XIV walny zjazd delegatów na prezesa zarządu głównego ZKP (w 2000 stanowisko to przemianowano na prezesa Zrzeszenia Kaszubsko-Pomorskiego). Funkcję tę sprawował przez następne dwie kadencje do grudnia 2004. W czasie sprawowania przez niego prezesury miał miejsce rozwój terenowych struktur ZKP na Kaszubach, choć jednocześnie upadały oddziały na Kociewiu oraz w Borach Tucholskich. W wyniku jego działań doszło do przejęcia na własność przez zrzeszenie budynków Kaszubskiego Uniwersytetu Ludowego w Wieżycy i Starbieninie. W lutym 2004 na posiedzeniu rady naczelnej ZKP postanowiono utworzyć Fundację „Kaszubski Uniwersytet Ludowy”, a 8 maja tegoż roku Brunon Synak został pierwszym przewodniczącym rady tej fundacji
W czasie kierowania zrzeszeniem dążył do tego, aby elementy kaszubskiej kultury i języka były obecnej podczas nabożeństw i liturgii. Zainicjował wyjazd Kaszubów do Rzymu w październiku 2004 w intencji beatyfikacji biskupa Konstantyna Dominika. W watykańskiej bazylice po raz pierwszy w jej historii odprawiono wówczas nabożeństwo z elementami liturgii w języku kaszubskim. Podczas jego prezesury w ZKP w czerwcu 1999 odbył się w Chojnicach pierwszy Zjazd Kaszubów. W tym czasie trwały również prace nad przyjętą na początku 2005 ustawą o mniejszościach narodowych i etnicznych oraz o języku regionalnym.

### Działalność publiczna
W 1969 został przyjęty w szeregi rządzącej wówczas Polskiej Zjednoczonej Partii Robotniczej. Decyzję tę w późniejszym okresie motywował głównie względami natury konformistycznej. Po wydarzeniach z sierpnia 1980 został członkiem uczelnianej komórki „Solidarności”, pozostając w tej organizacji do 2006. Z członkostwa w PZPR zrezygnował po wprowadzeniu w 1981 stanu wojennego.
W wyborach w 1998 z listy Akcji Wyborczej Solidarność został wybrany do nowo utworzonego sejmiku pomorskiego. W 2002 uzyskał reelekcję na II kadencję ze wspólnej listy Platformy Obywatelskiej i Prawa i Sprawiedliwości (jako kandydat PO). Objął wówczas funkcję przewodniczącego sejmiku. Stał się inicjatorem działań podkreślających dziedzictwo i różnorodność województwa, przejawiających się poświęcaniem kolejnych lat danemu subregionowi kulturowemu województwa. W 2006 z ramienia PO został wybrany na III kadencję, po raz kolejny objął funkcję przewodniczącego sejmiku. W 2010 podjął decyzję o wycofaniu się z działalności politycznej, co wynikało głównie z postępującej choroby.
W ramach działalności ponadregionalnej w latach 2000–2004 Brunon Synak przewodniczył Konferencji Współpracy Subregionalnej Państw Morza Bałtyckiego (BSSSC). Uczestniczył również w pracach Komitetu Regionów Unii Europejskiej, był wiceprzewodniczącym frakcji Europejskiej Partii Ludowej w KR. W 2004 bezskutecznie startował z ramienia PO do Parlamentu Europejskiego, otrzymując 33 914 głosów.
Pochowany został na cmentarzu Srebrzysko w Gdańsku (rejon IV, taras I/1a/33).

## Publikacje

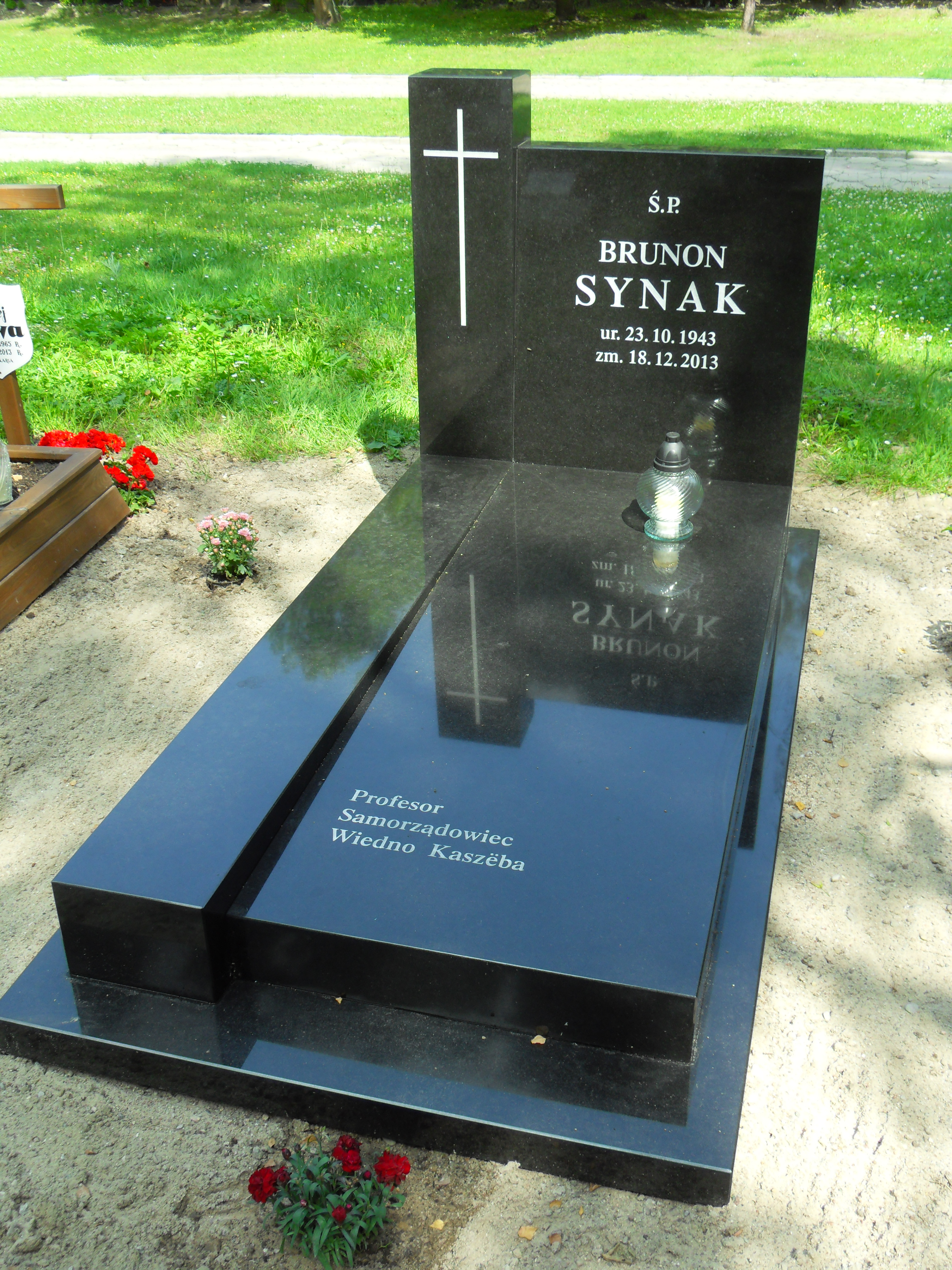
Grób na cmentarzu Srebrzysko

Brunon Synak opublikował około 250 prac naukowych. Pierwszą jego książką, stanowiącą zmienioną wersję jego pracy doktorskiej były Problemy starych rolników, wydane w 1976. W 2010 wydał książkę Moja kaszubska Stegna, w której wątki autobiograficzne zawarł w nawiązaniu do własnej refleksji nad losami Kaszubów od czasów zakończenia II wojny światowej po współczesność.
Wybrane publikacje:
- Obraz społeczności kaszubskiej – wstępne rozpoznanie socjologiczne (1990),
- Subiektywne aspekty tożsamości kulturowo-etnicznej ludności Kaszub (1990),
- Kaszubska tożsamość – aspekty świadomościowe (1991),
- Tożsamość kaszubska dziś – jej zagrożenia i perspektywy rozwoju (1991),
- Kaszubska tożsamość. Ciągłość i zmiana (1998),
- Moja kaszubska Stegna (2010)[44].

## Odznaczenia i wyróżnienia
Postanowieniem prezydenta Bronisława Komorowskiego z 8 listopada 2010, za wybitne zasługi dla rozwoju samorządu terytorialnego w Polsce, za osiągnięcia w pracy naukowej i dydaktycznej, odznaczono go Krzyżem Kawalerskim Orderu Odrodzenia Polski. W 2015 został pośmiertnie odznaczony Odznaką Honorową za Zasługi dla Samorządu Terytorialnego.
W 2011 został laureatem Honorowego Wyróżnienia za Zasługi dla Województwa Pomorskiego. Za swoją działalność na rzecz rozwoju i podniesienia znaczenia kaszubskiej tożsamości został w 2008 uhonorowany przez zarząd główny ZKP Medalem im. Floriana Ceynowy „Budziciel Kaszubów”. W 2011 otrzymał Medal Księcia Mściwoja II. Ponadto przyznano mu Srebrną Tabakierę Abrahama (2007) oraz Nagrodę Naukową Miasta Gdańska im. Jana Heweliusza w kategorii nauk humanistycznych (2012).